# Jean-Michel Faure
Jean-Michel Faure, właściwie Christian Jean Michel Faure (ur. 1941 w Algierze) – francuski duchowny, tradycjonalista katolicki, biskup Unii Kapłańskiej Marcela Lefebvre (USML), biskup i przełożony generalny Bractwa Kapłańskiego Apostołów Jezusa i Maryi (SAJM).
Pochodzi ze rodziny Pieds-Noirs, która po wojnie w Algierii wyemigrowała do Argentyny. W latach 1972–2013 związany z Bractwem Kapłańskim św. Piusa X (FSSPX). Odbył formację klerycką i ukończył seminarium duchowne FSSPX w Écône. 29 czerwca 1977 roku przyjął święcenia kapłańskie z rąk arcybiskupa Marcela Lefebvre.
Pracował w duszpasterstwie FSSPX w Ameryce Północnej i Południowej. Był pierwszym przełożonym Dystryktu Ameryka Południowa FSSPX, organizatorem i rektorem seminarium duchownego FSSPX w La Reja pod Buenos Aires, a następnie wieloletnim przełożonym Dystryktu Meksyk FSSPX. W 1988 roku jego osoba była rozpatrywana przez arcybiskupa Marcela Lefebvre jako potencjalnego kandydata na biskupa FSSPX.
W 2013 roku Jean-Michel Faure zaczął otwarcie krytykować postępowanie kierownictwa Bractwa i jego dialog ze Stolicą Apostolską. Został sygnatariuszem deklaracji Ut fidelis inveniamur. W tym samym roku został wyznaczony przez biskupa Richarda Williamsona na koordynatora ruchu oporu w strukturach Bractwa Kapłańskiego św. Piusa X. W 2014 roku za swoją działalność wykluczony formalnie wraz z grupą kapłanów z FSSPX. Jeden z organizatorów Unii Kapłańskiej Marcela Lefebvre (USML).
19 marca 2015 roku w Nova Friburgo przyjął sakrę biskupią z rąk Richarda Williamsona. Tym samym zaciągnął na siebie karę ekskomuniki kościelnej.
W 2016 roku na wzór FSSPX powołał w Avrillé międzynarodowe Bractwo Kapłańskie Apostołów Jezusa i Maryi (SAJM). 16 marca 2016 roku razem z biskupem Williamsonem był współkonsekratorem Miguela Ferreiry da Costy.